# Gallipoli
För andra betydelser, se Gallipoli (olika betydelser).

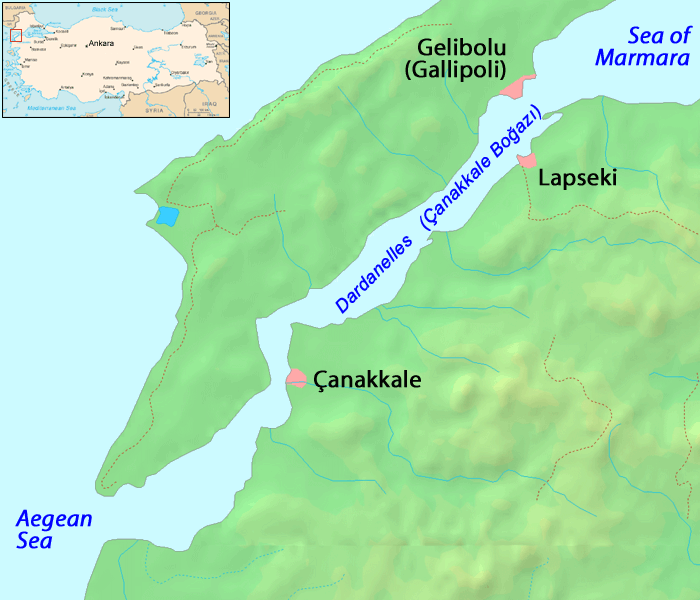
Karta över Dardanellerna med Gallipoli utmärkt.

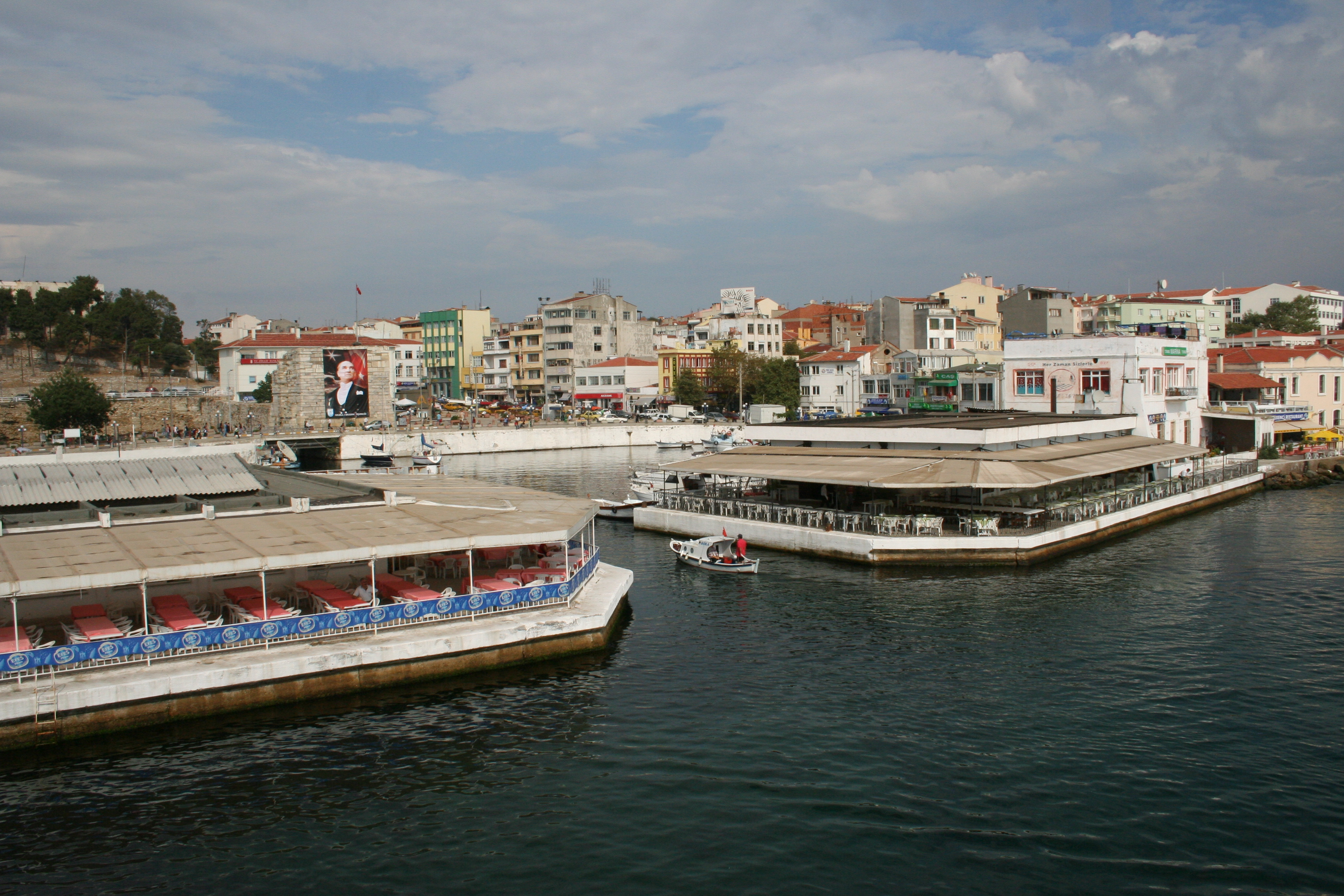
Vy över en del av Gallipolis hamnområde.

Gallipoli (på modern turkiska Gelibolu, av klassisk grekiska Καλλίπολις, Kallipolis) är en hamnstad med 30 273 invånare i slutet av 2011, och är belägen vid Dardanellerna på Gallipolihalvöns östkust i provinsen Çanakkale i europeiska Turkiet. Viktigare näringar är fiske och sardinproduktion. Färjerutten mellan Gallipoli och Çanakkale på andra sidan Dardanellerna förbinder Istanbul och Izmir och är därför mycket trafikerad.
Gallipoli erövrades av romarna år 133 f.Kr. Staden blev osmanernas första befästning i Europa då Orhans son Süleyman år 1354 intog staden efter att den hade övergivits av bysantinarna på grund av ett jordskalv.
Slaget vid Gallipoli var ett fältslag under första världskriget som ägde rum mellan 25 april 1915 och 9 januari 1916 där brittiska, franska, västafrikanska, indiska, newfoundländska, nyzeeländska samt australiska styrkor genomförde en operation vars mål var att inta Istanbul.